# Антропауза
Антропауза — це глобальне зниження активності сучасної людини, особливо обмеження поїздок, яке відбулося під час пандемії коронавірусної хвороби 2019, зокрема в березні та квітні 2020 року. Цей термін уперше вжила група дослідників у червні 2020 року в статті, в якій обговорювався позитивний вплив локдауну внаслідок COVID-19 на дику природу та довкілля. Науковий журнал «Nature Ecology and Evolution», який першим опублікував цей термін, вибрав зображення для обкладинки свого вересневого номера, підписавши заголовок «Ласкаво просимо до антропаузи». Видання «Oxford Languages» відзначила слово «антропауза» у своїй доповіді за 2020 рік «Слова безпрецедентного року».
Саме слово «антропауза» є змішаним лексичним елементом із фонологічним перекриттям, що поєднує префікс антропо- від «антропос» (дав.-гр. ἄνθρωπος), що означає «людина», та англійського слова «пауза»; його дослівний переклад — «людська пауза». Низка дослідників пояснили у своїй статті, що вони помітили, що люди почали називати період карантину «Великою паузою», але вважали, що було б корисним запровадити більш точний термін. Слово «антропауза» навмисно пов'язується із запропонованою геологічною епохою антропоцену. Це слово не пишеться з великої літери, оскільки можна уявити, що антропауза, спричинена пандемією COVID-19, не залишиться єдиною такою подією.
Термін «антропауза» — це неологізм, який швидко входить у розмовну мову, й був, серед інших, прийнятий користувачами соціальних мереж, науковцями, журналістами, митцями та фотографами. Письменник-фантаст Вільям Гібсон, який у 1982 році у своєму оповіданні «Спалити Хром» вперше вжив термін «кіберпростір», 23 червня 2020 року опублікував твіт під простою назвою «Антропауза», посилаючись на статтю, в якій вжито цей термін.
Для дослідження наслідків антропаузи внаслідок пандемії COVID-19 діють кілька глобальних наукових проєктів. Зокрема, дослідження в липні 2020 року задокументувало глобальне зниження високочастотного сейсмічного шуму. Результати дослідження, опубліковані в 2022 році, показали кореляцію між забрудненням повітря та з деякими видами діяльністю людини в кількох високоурбанізованих регіонах США. Інше дослідження, «Covid-19 Bio-Logging Initiative», використовує дані відстеження тварин, зібрані до, під час, та після карантину, щоб оцінити, як зміни в рівнях людської активності вплинули на активність та поведінку великої кількості морських, наземних і літаючих тварин. У 2021 році в «The Geographical Journal» опублікована стаття, в якій антропауза внаслідок COVID-19 наводиться серед інших антропаузних подій, які призвели до значного скорочення людської активності, таких як Чорнобильська катастрофа, та утворення Корейської демілітаризованої зони. Автори статті звернули увагу на те, що різні групи людей і тварин переживали антропаузу нерівномірно, і пролили світло на низку фактів нерівного відношення до зупинки діяльності людини, оскільки багатьом людям не давали можливості зупинити свою діяльність протягом періоду пандемії.